# Bustan
Das Wort Bustan (persisch بوستان, DMG būstān, ‚Duftgarten‘, auch بستان, DMG bostān, gelegentlich auch als Bostan oder Bastan übertragen) bezeichnet einen Garten, insbesondere einen Nutzgarten.
Das Wort hat in dieser Bedeutung auch in anderen orientalischen Sprachen Eingang gefunden, so im Arabischen und im Türkischen. Neben dem Bustan kennt man im Orient noch den Golestan („Rosengarten“, also einen Ziergarten) sowie den Riyad, den ummauerten, eingefassten „Garten der Musik und der Feste“, häufig von vier kleinen Bächen von einem zentralen Brunnen ausgehend in vier Rechtecke unterteilt.
Mit Bustan hat im 13. Jahrhundert auch der große persische Dichter Saadi (der Garten mit seinem Grab liegt in Schiraz am Ende des Boulevard Bustan) eines seiner wichtigsten Werke überschrieben (erste deutsche Übertragung von Friedrich Rückert). Es ist zugleich ein wichtiges Werk des Sufismus.
Es beginnt mit den Zeilen:

„Der Erde Fernen hab’ ich lang’ durchwandelt,

mit Menschen jeder Art hab’ ich verhandelt.

In jedem Winkel fand ich eine Lehre,

aus jeder Garbe pflückt’ ich eine Ähre.

Doch edler Volk fand ich auf keiner Scholle

als in Schiras, das Gott beschirmen wolle!

So liebt mein Herz die Männer dieser Stadt,

dass Rum’s und Syriens es vergessen hat.

Und doch, o Schmach, kam aus so vielen Gärten

mit leerer Hand ich heim zu den Gefährten.

Da dacht’ ich mir: Wer aus Ägypten kehrt,

bringt Zucker mit, den er dem Freund verehrt.

Mir mangelt zwar solch’ süsses Angebind’,

auch sie sind Zucker, zwar nicht Körperspeise,

doch geist'ge, in Papier bewahrt durch Weise.

Sie sind ein Hain, dem Herbststurm unerreichbar,

Im weiten All ist keiner ihm vergleichbar.

Sie sind ein Lustschloss, Spielplatz meiner Lieben,

Kurz, dieses Buch: „Bustan“ überschrieben!“

## Ausgaben
- Saadi: Saadi's Bostan. Biblio-Verlag, Osnabrück 1990, ISBN 3-7648-0592-7.
- Saadi's Bostan. Aus dem Persischen übersetzt von Friedrich Rückert. Bearbeitet von Jörn Steinberg, Jalal Rostami Gooran, Annemarie Schimmel und Peter-Arnold Mumm. Wallstein, Göttingen 2013 (= Werke der Jahre 1850–1851, Zweiter Band, Band [8] von Friedrich Rückerts Werke. Historisch-kritische Ausgabe. ›Schweinfurter Edition‹. Begründet von Hans Wollschläger † und Rudolf Kreutner. Hg. von Rudolf Kreutner, Claudia Wiener und Hartmut Bobzin), ISBN 978-3-8353-0495-6.